# Pseudothelphusa leiophrys
Pseudothelphusa leiophrys is een krabbensoort uit de familie van de Pseudothelphusidae. De wetenschappelijke naam van de soort is voor het eerst geldig gepubliceerd in 1969 door Rodríguez & Smalley.